# Овсянников, Владимир Васильевич
Овсянников Владимир Васильевич (10 ноября 1923 — 12 сентября 1943) — советский военный, старший лейтенант. Участник Великой Отечественной войны. Герой Советского Союза (1943).

## Биография
Родился 10 ноября 1923 года в Самаре в семье жестянщика. Был в семье шестым ребёнком, самым младшим. Семья жила на Чернореченской улице в доме 74. Учился в школе № 29.
В мае 1940 года окончил школу и в августе успешно выдержал вступительные экзамены в Куйбышевский индустриальный институт. Но учиться пришлось недолго. ЦК ВЛКСМ объявил спецнабор в военные училища. Среди добровольцев оказался и Володя Овсянников, ставший в 1940 году курсантом Пензенского артиллерийского училища, которое он окончил в 1942 году и был оставлен там преподавателем.
После нескольких рапортов в апреле 1943 года был направлен на Воронежский фронт.
К сентябрю 1943 года старший лейтенант В. В. Овсянников занимал должность помощника начальника штаба 1664-го истребительно-противотанкового артиллерийского полка (40-я армия, Воронежский фронт). Особенно отличился в ходе Сумско-Прилукской операции битвы за Днепр.
В бою у села Красная Лука (Гадячский район Полтавской области) 12 сентября 1943 года лично руководил огнём двух батарей при отражении атаки гитлеровцев, поднял бойцов в контратаку, в которой был убит. За этот подвиг присвоено звание Героя Советского Союза (посмертно).
Похоронен в селе Красна Лука Гадячского района. Его имя носит местная школа.